# Anathallis kleinii
Anathallis kleinii är en orkidéart som först beskrevs av Guido Frederico João Pabst, och fick sitt nu gällande namn av Carlyle August Luer. Anathallis kleinii ingår i släktet Anathallis och familjen orkidéer. Inga underarter finns listade i Catalogue of Life.